# SN 1998ao
SN 1998ao – supernowa typu II odkryta 25 marca 1998 roku w galaktyce A100714-2623. W momencie odkrycia miała maksymalną jasność 18,00m.